# 久山康
久山 康（くやま やすし、1915年（大正4年）8月12日 - 1994年（平成6年）12月30日）は、日本の哲学者、プロテスタントの宗教学者。

## 経歴
岡山県津山市生まれ。1941年京都帝国大学文学部哲学科卒、1942年聖和女子大学教授、1946年関西学院大学予科教授、1949年関西学院大学文学部専任講師、1951年助教授、1957年教授、1962年同国際日本研究所理事長、1969年関西学院理事、1974年理事長・院長。1989年退任、関西学院大学名誉教授。1982 - 1988年キリスト教学校教育同盟理事長。1990年勲二等旭日重光章受勲。
長男・久山敦 (1947 - ) は植物学者・咲くやこの花館館長。

## 著書
- 『自然と人生』基督教学徒兄弟団 1962
- 『現代人と宗教』理想社 人生論ブックス 1964
- 『近代日本の文学と宗教』国際日本研究所 1966
- 『落暉にむかいて』基督教学徒兄弟団 1966
- 『文学における生と死』創文社 1972
- 『四季折りおりの歌 現代の秀句・秀歌の鑑賞』創文社 1973
- 『人間を見る経験』創文社 1984
- 『ヨーロッパ心の旅』創文社 1986
- 『人に会う自己に会う』創文社 1996

### 編著共著
- 『読書の伴侶』編 基督教学徒兄弟団 1952
- 『信仰の伴侶』編 基督教学徒兄弟団 1953
- 『近代日本とキリスト教』編 基督教学徒兄弟団 1956
- 『狐は穴あり空の鳥は塒あり 聖書共同研究』小林信雄、藤井孝夫共著 基督教学徒兄弟団 1958
- 『キリスト教』編著 青木書店 現代哲学全書 1959
- 『現代日本のキリスト教』編 基督教学徒兄弟団 1961
- 『春夏秋冬』編 基督教学徒兄弟団 兄弟選書 1962
- 『現代日本記録全集　青春の記録』編 筑摩書房 1968
- 『日本キリスト教教育史 思潮篇』編 キリスト教学校教育同盟 創文社 1993

### 翻訳
- キェルケゴール『愛は多くの罪を掩ふ』弘文堂 アテネ文庫 1948
- キエルケゴール『野の百合・空の鳥』弘文堂書房 アテネ文庫 1948 のち著作集（白水社）
- 『キエルケゴールの日記』玉林義憲共訳 弘文堂 アテネ文庫 1949

## 参考
- 『人事興信録』1995年
- 『人物物故大年表』